# 西憲一郎
西 憲一郎 (にし けんいちろう、1943年または1944年 - ) は、日本の地方公務員。福岡市保健福祉局長、同交通事業管理者、同教育長、同助役を歴任。瑞宝小綬章受章。

## 人物・経歴
1966年 (昭和41年) 九州大学法学部卒業。福岡市役所入庁、1995年 (平成7年) 4月 民生局長、1997年4月 保健福祉局長、同年7月 川口一隆を後任として同職を退任し交通事業管理者。
1999年3月 井上剛紀を後任として同職を退任し町田英俊の後任として同市教育委員会教育長。同市埋蔵文化財センターの充実などを行った。
また同市助役として国際フォーラムを開催し、同市を「アジアのゲートウェイ」としてアジア大陸との交流に積極的に取り組んだ。後に福岡市博物館館長、九州日中文化協会理事長。

## 栄典
- 2023年11月 令和5年秋の叙勲で地方自治功労により瑞宝小綬章を受章[1]